# Tutuila

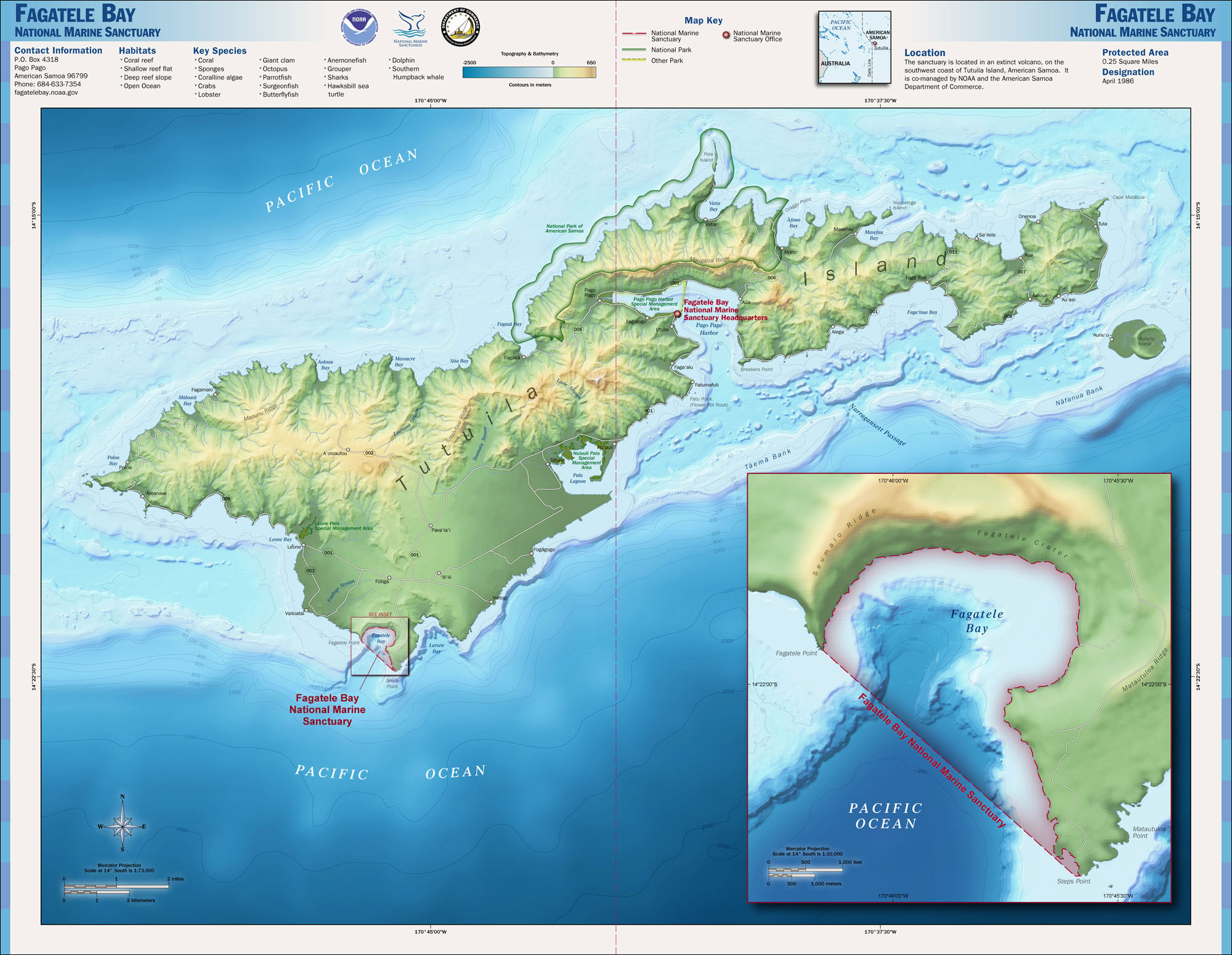
Bản đồ đảo Tutuila.

Tutuila là đảo lớn nhất của Samoa thuộc Mỹ, về địa lý thuộc quần đảo Samoa. Đây là đảo lớn thứ ba quần đảo Samoa, nằm cách Brisbane, Úc xấp xỉ 4.000 kilômét (2.500 mi) về phía đông bắc và cách Fiji cũng 1.200 kilômét (750 mi) về phía đông bắc. Đảo có một cảng tự nhiên lớn, cảng Pago Pago, nơi Pago Pago, thủ phủ Samoa thuộc Mỹ tọa lạc. Sân bay quốc tế Pago Pago cũng nằm trên Tutuila. Hòn đảo này chiếm 68% tổng diện tích đất Samoa thuộc Mỹ và với 56.000 dân chiếm đến 95% tổng dân số. Tutuila có sáu hệ sinh thái đất liền và ba hệ sinh thái biển.
Vùng đồi núi (điểm cao nhất đạt 653 mét (2.142 foot)), những bãi biển, rạn san hô, cùng di tích Thế chiến II là những điểm thu hút khách du lịch.